# Lindsay Bloss
Lindsay Bloss es un deportista australiano que compitió en judo. Ganó dos medallas en el Campeonato de Oceanía de Judo de 1981, oro en –95 kg y bronce en la categoría abierta.

## Palmarés internacional
| Campeonato de Oceanía | Campeonato de Oceanía | Campeonato de Oceanía | Campeonato de Oceanía |
| Año                   | Lugar                 | Medalla               | Categoría             |
| --------------------- | --------------------- | --------------------- | --------------------- |
| 1981                  | Suva (Fiyi)           | Medalla de oro        | –95 kg                |
| 1981                  | Suva (Fiyi)           | Medalla de bronce     | Abierta               |